# پیتر دیویس
پیتر دیویس (انگلیسی: Peter Davis؛ ۲ ژانویهٔ ۱۹۳۷ – ) یک کارگردان، و روزنامه‌نگار اهل ایالات متحده آمریکا بود. فیلم او قلب‌ها و ذهن‌ها در سال ۱۹۷۴ برنده جایزه اسکار بهترین فیلم مستند شده است.
فیلم اوارتش امریکاکه در کشور ویتنام فیلم برداری شد جایزه ی بهترین اطلاعات برای اینده رو از اکادمی فیلم امریکا در سال ۱۹۷۴ دریافت کرد